# 100 höjdare (säsong 6)
Den femte säsongen av 100 höjdare sändes mellan den 17 mars och den 5 maj 2008 på Kanal 5.  Denna säsong beger sig Filip och Fredrik till USA för att hitta de skönaste människorna där. I programserien medverkar även brottaren Frank Andersson. Vinnare blev Mike Ricardi.